# Rubus chlorothyrsos
Rubus chlorothyrsos — вид квіткових рослин з родини трояндових (Rosaceae). Ареал: Данія, Нідерланди, Німеччина (Бранденбург, Мекленбург-Передня Померанія, Нижня Саксонія, Північний Рейн-Вестфалія, Шлезвіг-Гольштейн, Саксонія-Ангальт, Тюрінгія), Північна Польща.